# Đông Minh, Yên Minh
Đông Minh là một xã thuộc huyện Yên Minh, tỉnh Hà Giang, Việt Nam.

## Địa lý
Xã Đông Minh có vị trí địa lý:
- Phía đông giáp xã Mậu Duệ
- Phía tây giáp thị trấn Yên Minh và xã Lao Và Chải
- Phía nam giáp xã Ngam La
- Phía bắc giáp xã Hữu Vinh

Xã Đông Minh có diện tích 28,53 km², dân số năm 2019 là 2.387 người, mật độ dân số đạt 84 người/km².

## Hành chính
Xã Đông Minh được chia thành 16 thôn: Bó Mới, Khau Nhịu, Đông Mờ, Bản Xương, Bản Lò, Lùng Vái, Bản Uốc, Khau Lý, Nà Noang, Tu Đóc, Nà Báng, Tàng Riêu, Nà Trò, Nà Cọ, Nà Pà, Nà Nhuông.

## Lịch sử
Ngày 20 tháng 8 năm 1999, Chính phủ ban hành Nghị định 74/1999/NĐ-CP về việc thành lập xã Đông Minh trên cơ sở điều chỉnh 2.086 ha diện tích tự nhiên và 2.009 nhân khẩu của xã Yên Minh.